# 一髻
一髻（ひとつもとどり）は平安時代から現代の宮廷行事まで続く男性貴族の髪型。別名：冠下髻（かんむりしたのもとどり）

## 結い方
肩を越すぐらいまで伸ばした髪を一つにまとめ、元結で根元を二度巻いた後に千鳥掛け（正面で紐を交差する結び方。正面から見ると菱形に見える）に結い上げて行くというもの。
鎌倉時代の有識者の意見によると、高位の人間は紫の、身分の低い人間は白の元結を使い、通常は奇数回（およそ十三回）巻上げ凶事には偶数回（およそ十二回）巻き上げるという。
結い上げた後は冠の巾子（上に立った部分）に押し込んで簪（しん）で冠ごと留める。

## 人に見せられない髪形
この髪型が実際に文献や図画資料に見られる機会は非常に少ない。
と言うのも、冠を人前で外すことはいわば下着を露出するのにも等しい大変な恥であったからである。
ちなみに「梨壷の五人」の一人として知られる平安時代の歌人清原元輔はうっかり人前で烏帽子を落とした上、禿げ上がった頭まで披露してしまったが、滔々と古代中国などの故事を引いて冠を落とした有名人を例に弁明したため周囲を大爆笑させたという。
長徳元年（995年）には、殿中で折り合いの悪い藤原行成と藤原実方が口論になり、激昂した実方が行成の冠をほうり捨てるという事件が起きた。行成はこれに冷静に対処し、かえって実方を恥じ入らせた。この経緯を目撃していた一条天皇は行成を賞賛したという。
また、自分の邸宅の中や、親しい同性の友人との飲み会などくつろいだ場では冠を外すこともあった。
病人は床に臥せっているせいで冠や烏帽子を被れないため髪を露出しているが、代わりに鉢巻などを巻くことが多い。
一髻は室町以降の武士の髷とは違って月代を剃らないので、髪を結わない状態だと髪の裾を服の下に押し込んだら女性の髪形と見分けがつかない。
このように髪を結わずにいる状態が子供の髪型に似ているので、年齢にかかわらず「童」と言い、平安時代のごく卑しい身分の者などに見られた。
また、特に「大童」と言う場合は武士などの屈強な男の「童」姿を言い、そのような屈強な男性が髪を振り乱して奮戦するさまを、行事の準備などで忙しい状態になぞらえて現代でも「おおわらわになる」と言う。